# Gannett Cay
Gannett Cay är en ö i Australien.   Den ligger i Swain Reefs National Park i delstaten Queensland.